# 数字资产

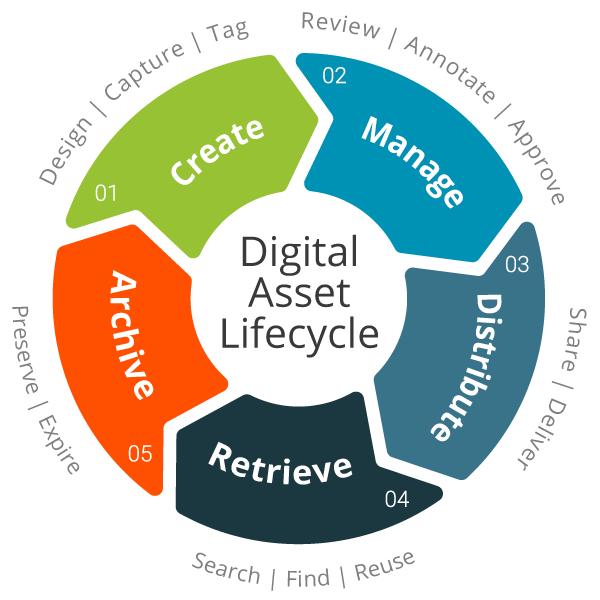
數位資產生命週期

数字资产（英語：Digital Asset）是指企业或个人拥有或控制的，以电子数据形式存在的，在日常活动中持有以备出售或处于生产过程中的非货币性资产，是经过二进制编码的任何被授权使用的文本或媒体资源，包括文本内容、图片和多媒体。
数字资产包括网站及其内容、域名、应用软件、代码、电子文档、图片内容、媒体内容、电子货币、电子邮件、遊戲帳號、帳號及其内容、社群网络帐户及其关系和内容、云端服务帐户及其数据等。从经济学角度来说，数字资产是企业拥有或控制的，以数据形态存在的，在日常活动中生产、经营或持有待售的可变资产，數字資產屬於網路財產。

## 产生
1995年，比尔·盖茨在他的书《未来之路》（The Road Ahead）中提出：「未来的一切：图书、音乐、电影、照片等等，都将『数字化』(go digital)」。1996年，美国学者尼葛洛庞蒂在他的书《数字化生存》中提出：「人类将会生存于一个虚拟的、数字化的空间中，在这个空间中人们应用数字技术从事信息传播、交流、学习、工作等活动。」